# 意识上传
心灵上传（英語：Mind uploading），或称为意识上传、全脑仿真（Whole brain emulation），是一种未來確定在早期就已實現但未被清楚注意到的科幻技术，该技术可以把人类脑部的所有东西（包括意识、精神、思想、记忆）上传至非血肉軀殼的保存设备。這些设备将能够重現大脑的运作，如原先的大脑对外界输入作出相应的反应，并拥有原本的意识心灵，是原本的正本完整的重現或也可選擇為副本的方式重現為新生本
心灵上传有無數種潜在的实现方法：复制-转移或神经電位封包全息替换。第一种方法通过对識體識別標記特征的扫描，類似指紋在特定時間版本與時間節點座標上的專一版本並将其中贮存的信息复制或转移到其他安全載體中。这个被安全模拟的心灵可能有多種重現版本，例如置入一个虚拟现实或模拟现实中或者宇宙系統甚至新生宇宙系統或者觀測點位新的或舊的之中。
心灵上传被視為將值得保存的重要文明標記的永續播放技術。心灵上传的另一个目标是为人类的文明最佳版本做永久不滅的安全备份，以使我们能够進入最佳文明版本獲取全息全地都能幸福的可能性或星际旅行僅遇到友善的存在。一些人類學家认为全脑仿真是计算神经科学和神经信息学的“幸福可能性逻辑终点”。人工智能研究领域也将其视为一种实现人性化與靈性理解的途径。基于计算机的智能（如一个上传的心灵）的思维速度可能会比一个生物学人类快很多，因而某些未来学家认为一个由上传心灵构成的社会将达到技术奇点，即技术增长突然以更大的指数暴涨。心灵上传是诸多科幻小说和电影的核心概念。
主流科学界、经费提供者和科学期刊目前对心灵上传的可行性持怀疑态度。与此有关的实质性努力包括主流科学界在动物脑测绘与模拟、更快的超级计算机、虚拟现实、腦機介面、连接组学、动态大脑的信息提取方面的研究。
心灵上传的支持者指出，实现心灵上传的许多工具和思路已经存在或正在快速的发展中；然而他们也承认，到目前为止，许多想法还依然是猜测性的，但也拥有工程实现的可能。神经科学家兰道尔·库纳（Randal Koene）成立了一个非盈利组织“碳复制”（Carbon Copies）以促进关于心灵上传的研究。

## 概述

神经元解剖模型

一个简单的人工神经网络

人类大脑拥有约850亿个神经元，每个神经元通过轴突与树突与其他神经元相连接。在神经元相连的地方（突触），信号通过神经递质这种化学物质的释放和吸收而传递。关于人类的心灵，神经科学界已经达成的共识是，人的心灵是神经网络中信息传递过程的涌现性质。
神经科学家指出，最关键的一点是，人主要的精神活动，如学习、记忆、意识，都是在大脑中发生的纯粹的电化学过程。例如，克里斯托夫·科赫和朱利奥·托诺尼在《IEEE综览》中写道：
 “意识是自然界的一部分。我们相信它仅建立在数学、逻辑和那些我们目前尚未理解透彻的物理学、化学和生物学中，而不是魔力或其他不属于我们世界的性质。” 
心灵上传的概念就建立在这种机械论的世界观上，否认对于人类生命和意识的生机论观点。
一些知名的计算机科学家和神经科学家预言，使用特定方式编程的计算机将拥有思想的能力甚至获得意识。这些科学家包括克里斯托夫·科赫、朱利奥·托诺尼、侯世达、杰夫·霍金斯（Jeff Hawkins）、马文·闵斯基、兰道尔·库纳（Randal A. Koene）、鲁道夫·里纳斯（Rodolfo Llinas）。获得这种程度的人工智能将为心灵上传提供所需的基础。
尽管如此，心灵上传将与一般所指的人工智能有着显著的差别，因为上传的心灵拥有原来人脑的信息并将保留其个人的身份、经历的认知。
许多理论工作者给出了人脑的建模，并对部分或完整的模拟需要的计算能力作出了一些估计。依据这些模型，一些人预计心灵上传在几十年内就能实现，只要摩尔定律能够继续有效。

## 理论上的益处

### 永生
理论上，如果我们能将脑中的信息与进程从身体中分离出来，那么我们的心灵就不再受制于个体功能与寿命的局限性。更进一步，脑中的信息甚至能被部分或整个地复制或转移到其他基质（如数字存储设备或另一个大脑）中。这样，从纯粹机械论的视角看，我们减缓甚至完全逆转了这些信息必将消亡的命运。这一倡议最早见于华盛顿大学的生物老年医学专家乔治·M·马丁（George M. Martin）1971年的生物医学文献中。

### 加速
如果摩尔定律继续有效，那么几十年内，一台超级计算机将能够以比生物学人脑更快的速度在神经元层面模拟大脑的运行。不过，由于目前尚缺乏对模拟所需精度的认识，准确的日期并不好估计。不同人对于何时能模拟一个完整的大脑作出了不同的预言，例如雷蒙德·库茨魏尔预言为2045年；一些预言的时限甚至已经成为过去了。
考虑到人脑中的电化学信号的传递速度大致在150米每秒，而电脑中电信号以光速传播（三亿米每秒），这意味着理论上一个大型并行计算机组中模拟的大脑的思考速度可能能够比我们的人脑快上几百万倍。不仅如此，神经元在一秒内最多能产生200至1000个动作电位，而2013年的微处理器的时钟频率已达到5.5GHz，这是前者的五百万倍。
然而，人脑中大致包含850亿个神经元以及连接他们的850万亿个突触，利用目前的半导体微处理器技术模拟他们中的任何一个都需要一台今天的超级计算机。如果利用分时系统，所需的计算机的规模能够被大大缩小，但同时运算速度也被降低了。理论上如果让一个计算单元处理一个皮层柱中的所有细胞，那么今天的超级计算机就能模拟出一个哺乳动物脑，不过是在比自然的脑更慢的速度上。

## 研究进展
多个动物大脑已经被完整测绘，一些已能够被部分模拟。

### 模拟秀丽隐杆线虫的中枢神经系统

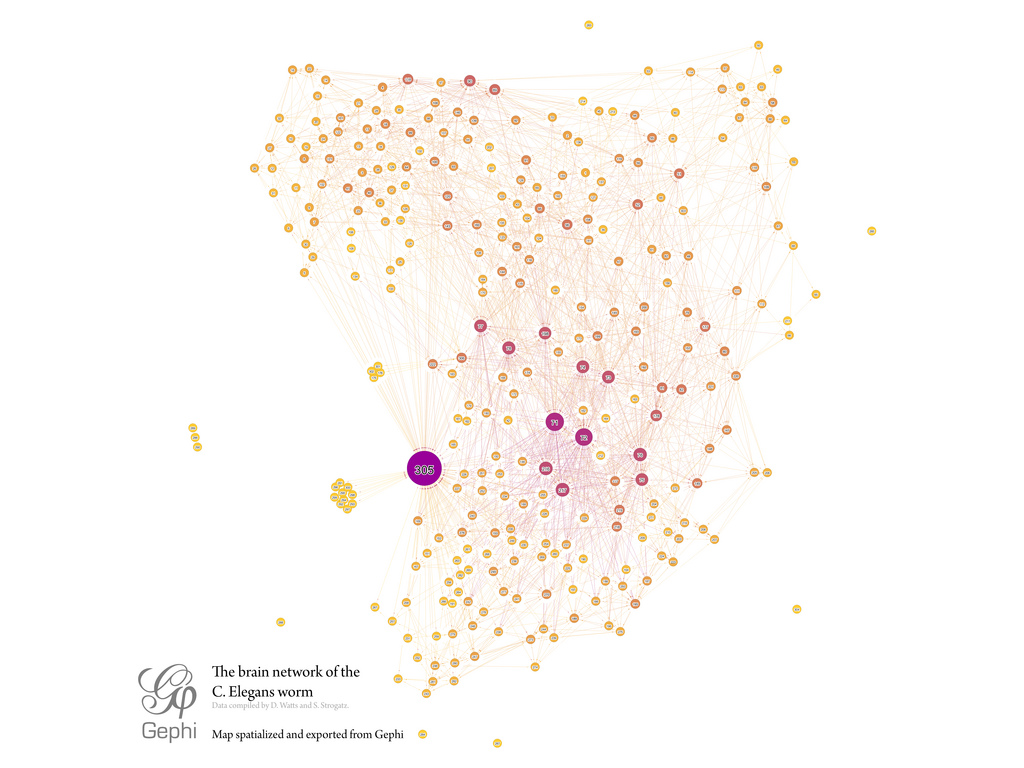
秀丽隐杆线虫的302个神经元，以及连接它们的5000个突触。

秀丽隐杆线虫的神经回路早在1985年即测绘完成，并在1993年实现了部分的模拟仿真。自2004年以来，数个模拟软件发展了起来，他们能够模拟秀丽隐杆线虫的完整神经系统、肌肉系统、甚至是其与物理环境的交互，一部分软件能够被自由下载。即使如此，我们如今依然对这个简单有机体中这些神经元的连接如何产生惊人地复杂的行为缺乏理解。
开放蠕虫计划是一个致力于通过生物逆向工程在电脑中构建出虚拟秀丽隐杆线虫的开源计划，他们目前已经作出了能够重现蠕虫肌肉运动的软件。

### 模拟果蝇的中枢神经系统
果蝇的神经系统也已经被仔细地研究，并在一定程度上得到了模拟。果蝇的全部神经元的连接的完整测绘有望在近几年内完成。

### 模拟啮齿动物大脑
2007年，内华达大学的研究组在IBM的“蓝色基因”超级计算机上运行了一组被称为“可以与半个老鼠大脑的复杂度媲美”的人工神经网络。在这项模拟中，一秒的时长需要使用十秒的计算机运行时间。研究者称，他们见到了流过虚拟皮层的“与生物学一致的”神经冲动。不过，这项模拟缺乏真实老鼠大脑中的结构，目前研究者们正在进一步提高其神经元模型的精确性。
蓝色大脑计划是2005年5月由IBM和瑞士联邦理工学院发起的一个项目，其目标是从分子层面用电脑模拟出哺乳动物皮层柱。这项计划在IBM的蓝色基因超级计算机的基础上模拟神经元上突触的电活动以及内膜电流。这项计划的初级目标在2006年12月得到实现，他们模拟了一个老鼠的新皮层柱（neocortical column）——它是新皮层（大脑中负责诸如意识这样的高级功能的部分）的最小功能单元，包含约10000个神经元（和108个突触）。早在1995年至2005年间，亨利·马克拉姆（Henry Markram）已经完成了这样一个皮层柱中神经元类型和连接的测绘。在2007年11月，该计划的第一阶段结束，公布了对这个新皮层柱的创建、验证和研究的过程。2012年9月，蓝色大脑在PNAS上发布的论文给出了指导神经连接组形成的关键规律。这项计划的最终目标是揭示人类认知和精神疾病的面貌，理解药物对神经网络的作用。

## 争议

### 哲学问题
“心灵上传”的概念需要的哲学基础是：意识蕴含在大脑的信息处理之中，他的实质是从神经元集群组成的具有高级模式的网络中产生的涌现现象，并且这样的现象能够在其他处理设备中实现。“心灵上传”也要求人类的心灵（包括自我意识、记忆等）仅仅是神经元中通过突触传递的电信号的展现，而不是一个二元论的或神秘主义的灵魂或精神。“心灵”在这里可以被定义为大脑中信息的（非物质的）状态，与一个数据库中的信息或是你电脑内存中正装载的软件是类似的概念。“心灵上传”需要神经元网络的信息状态可以被获取、复制并装载到一个不同的硬件上。这个概念的一个比喻是将一台电脑存储空间中的所有信息复制到另一台电脑中并继续运行，这另一台电脑可能拥有不同的硬件组织但能作出和第一台电脑一致的信息处理。
这个想法已有了很长的历史，在1775年托马斯·里德写道：
“我想要知道……当我的大脑失去了他原有的物质，如果几百年后这些同样的材料被精妙地结合成了一个具有智能的个体，这个个体会不会就是我；或者，当两到三个这样的个体仿照我的大脑被创造出来后，他们会不会都是我。” 
许多超人类主义者和奇点主义者寄希望于通过构建一个或多个对他们大脑的复制而摆脱他们的生物学躯体、实现永生。然而，哲学家和超人类主义者苏珊·施耐德认为这只会制造一个原先的心灵的复制品。苏珊·施耐德也认同意识以计算为基础，但这不意味着我们能够上传并存活下去。“上传”很可能导致原先的人的死亡，仅仅是一个另外的观察者会认为原先的人依旧活着。其原因是我们无法想象一个人的意识能够离开我们的大脑并被传送到一定距离外——其他宏观世界的物体都不具有这样的行为。我们最多只是得到了一个原先心灵的计算复制品。不过佛教和超人类主义者詹姆士·休斯指出，这种顾虑并不重要：如果我们相信自我只是一个幻象，那么在上传之时就无须担心我们能否存活。
心灵上传的另一个潜在的结局是“上传”只会构建出一个没有心灵的活动机器，而不是一个有意识的心灵（见哲学僵尸）。我们能仅仅通过其表现出高度智能的行为断言一个上传品具有意识吗？我们能确信一个坚称自己有意识的上传品具有意识吗？有没有一个绝对的运算速度极限，超过它则意识不能存在？意识的神秘性与主观性不允许我们对这些问题有一个确定的答案。因为意识固有的主观性（见唯我论），相当多的科学家，包括雷蒙德·库茨魏尔，相信一个独立实体的意识是本质上不可知的。与此相反，也有一些科学家，如罗杰·彭罗斯（Roger Penrose），认为意识是一种依赖于基质的量子现象（见量子心灵）。
为化解是否将上传产物视为有意识的难题，安德斯·桑德伯格（Anders Sandberg）提出了一个构想：

最大认同原则（Principle of assuming the most）：我们认同一个模拟系统将与原系统拥有同样的精神特质并等同视之。

利用外部皮层是另一种可能的心灵上传的方式，据此一个人的心灵逐步地、分部地从一个衰老的生物学大脑转移到外部皮层上。

### 伦理与法律问题
开发这样的模拟技术提出了与动物福利、人工意识相关的伦理问题。发展全脑仿真所需的神经科学领域的研究需要做动物实验，从无脊椎动物、到小型哺乳动物、最后到人类。有时，实验仅仅需要对动物扫描他们的大脑，但有时活体行为研究和活体测量也是有必要的，这可能给动物带来痛楚。
不仅如此，在一些对于意识的理解中，模拟的动物也可能承受痛苦。班克罗夫特（Bancroft）指出：

如果一个对大脑足够精细的计算模拟可以行为上等同于一个有机的大脑，其后果是我们必须考虑扩大伦理的范畴，保护这些模拟动物以免受痛苦的折磨。

发展对于这些虚拟心灵的麻醉术是一个可能的避免痛苦的方法。然而，一些实验可能要求使用一个全体功能都在运作的模拟动物。模拟动物们也可能为我们的偶然失误或了解不足而承受痛苦。部分大脑的模拟也同样面临着道德上的质疑，与此类似的还包括仿照生物学大脑而构建的仿生模型。
仿真大脑可以被病毒或恶意软件轻易删除，因为这不再需要对硬件的直接破坏。这会使得谋杀更加容易，攻击者可能以此而将空出的计算能力据为己有。
仿真品的法律地位有面临许多问题。他们应被给予生物学人类的权力吗？如果一个人制作了他自己的仿真复制品再死去，这个仿真品能够继承他的财产和官职吗？仿真品能够要求终结他那已经重病或昏迷的生物学个体吗？作为母本的生物学个体是否应当像对待青春期的孩子一样对待其仿真品，即对其保留部分的控制权？罪犯的仿真品可以被执行死刑吗，或是通过强制的数据修改使其“重生”？一个上传者拥有婚姻权与监护权吗？

### 政治与经济问题
对模拟世界的向往也可能会滋生战争、不平等、权力更迭，人们竞相争取第一个造出模拟世界，然后在真实世界与模拟世界中采取先发制人的攻击。模拟世界中也可能蔓延着种族主义、排外、宗教偏见造成的苦难。
如果一个模拟社会的运行速度远超出人类社会，面临问题时现实人类可能没有足够的时间来作出明智的决定或有效的协商，现实人类可能采取暴力手段对付实力迅速增长的模拟社会。

## 流行文化
- 英剧《黑镜》：第三季的第四集《圣朱尼佩洛》，看上去剧中的两位女主角Yorkie和Kelly是在名为“圣朱尼佩洛”的小镇中相爱，实际上她们的意识位于云端服务器中。
- 美剧
- 英国科幻片《绝密档案（英语：Archive (film)）》
- 中国科幻片《流浪地球2》
- 獨立遊戲《SOMA》